# New Baden (Illinois)
New Baden è un villaggio degli Stati Uniti d'America, situato nello Stato dell'Illinois, nella contea di Clinton.